# Clubiona deterrima
Espèce
Clubiona deterrima est une espèce d'araignées aranéomorphes de la famille des Clubionidae.

## Distribution
Cette espèce est endémique de Norvège.

## Description
La femelle mesure 8 mm.

## Publication originale
- Strand, 1904 : Die dictyniden, dysderiden, drassiden, clubioniden und ageleniden der Collett'schen Spinnensammlung. Forhandlinger i Videnskabsselskabet i Kristiania, vol. 1904, no 5, p. 1-16.